# Osamu Takizawa
Osamu Takizawa (滝沢 修, Takizawa Osamu), né le 13 novembre 1906 dans le quartier Ushigome de l'arrondissement de Shinjuku à Tokyo et mort le 22 juin 2000, est un acteur japonais.

## Biographie

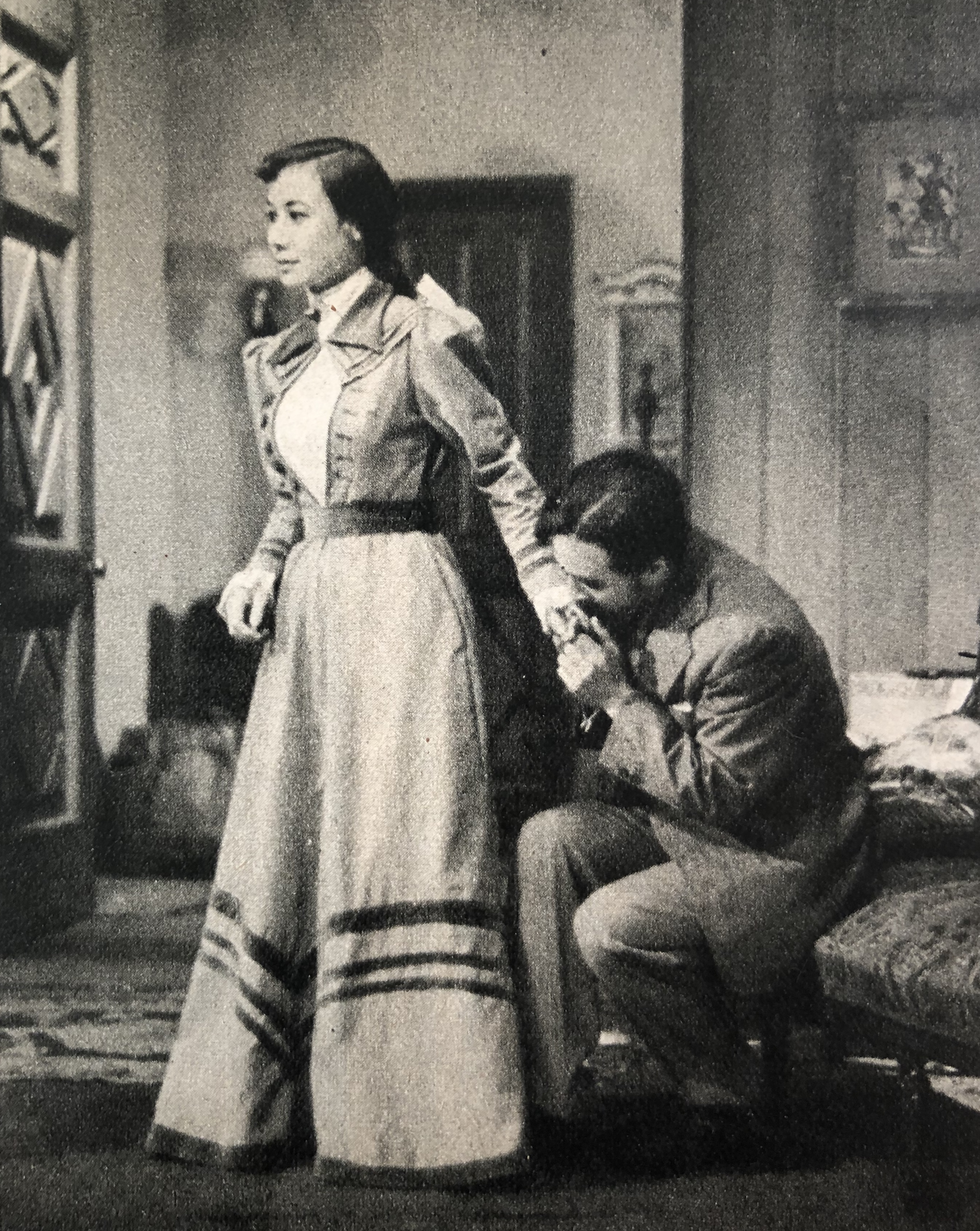
Kaoru Kusuda et Osamu Takizawa dans La Mouette d'Anton Tchekhov (1954).

Osamu Takizawa fait ses débuts au petit théâtre Tsukiji et fait partie d'un certain nombre de troupes de théâtres avant de créer la compagnie Gekidan Mingei avec Jūkichi Uno. Il est salué pour sa performance dans Mort d'un commis voyageur et dirige également une version de Le Journal d'Anne Frank. Son rôle le plus célèbre au cinéma est peut-être celui de Yasuda dans Feux dans la plaine.
Osamu Takizawa a tourné dans 125 films entre 1933 et 1998.

## Filmographie partielle

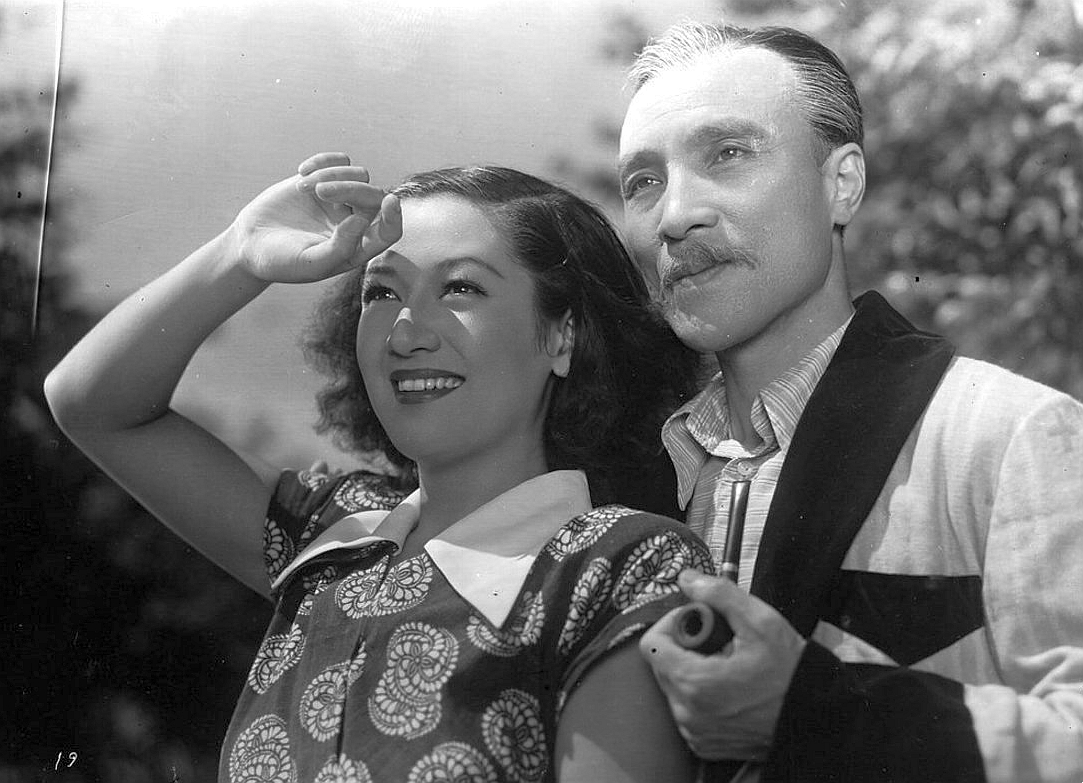
Setsuko Hara et Osamu Takizawa dans Le Bal de la famille Anjo (1947).

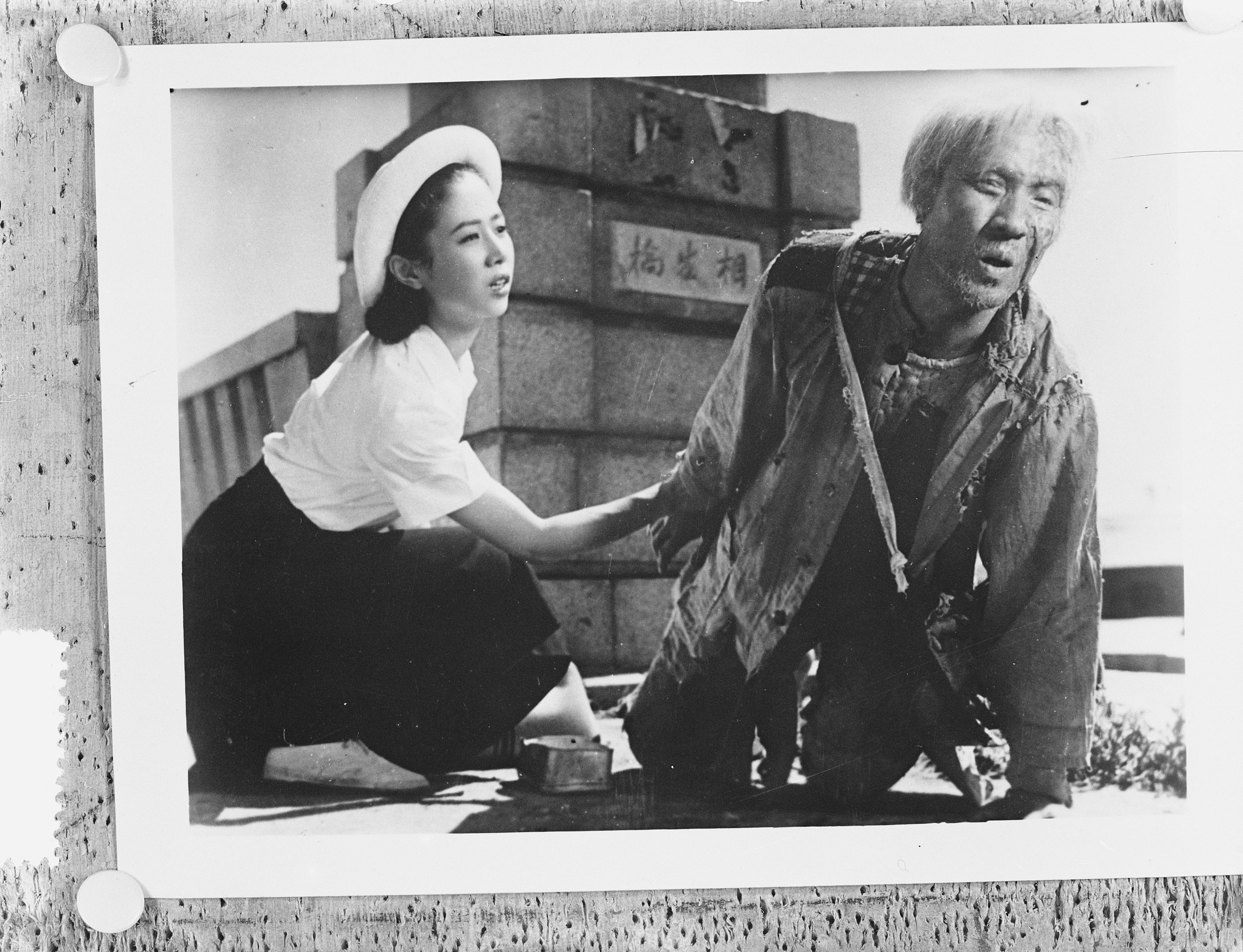
Nobuko Otowa et Osamu Takizawa dans Les Enfants d'Hiroshima (1952).

- 1935 : Trois sœurs au cœur pur (乙女ごころ三人姉妹, Otome-gokoro sannin shimai?) de Mikio Naruse : Kosugi
- 1938 : Tsuzurigata Kyōshitsu (綴方教室?) de Kajirō Yamamoto
- 1947 : Le Bal de la famille Anjo (安城家の舞踏会, Anjō-ke no butōkai?) de Kōzaburō Yoshimura
- 1948 : Osho, le joueur d'échecs (王将, Ōshō?) de Daisuke Itō
- 1949 : Le Fantôme de Yotsuya (新釈 四谷怪談 前篇, Shinshaku Yotsuya kaidan: Zenpen?) de Keisuke Kinoshita : Gonbei Naosuke
- 1949 : Le Fantôme de Yotsuya II (新釈 四谷怪談 後篇, Shinshaku Yotsuya kaidan: Kōhen?) de Keisuke Kinoshita : Gonbei Naosuke
- 1950 : Les Cloches de Nagasaki (長崎の鐘, Nagasaki no kane?) de Hideo Ōba
- 1950 : Quand nous nous reverrons... (また逢ふ日まで, Mata au hi made?) de Tadashi Imai
- 1950 : Ville de violence (ペン偽らず 暴力の街, Pen itsuwarazu, bōryoku no machi?) de Satsuo Yamamoto
- 1951 : Le Roman de Genji (源氏物語, Genji monogatari?) de Kōzaburō Yoshimura
- 1951 : Histoire d'une épouse bien-aimée (愛妻物語, Aisai monogatari?) de Kaneto Shindō
- 1952 : Les Enfants d'Hiroshima (原爆の子, Gembaku no ko?) de Kaneto Shindō
- 1953 : Epitome (縮図, Shukuzu?) de Kaneto Shindō
- 1953 : Avant l'aube (夜明け前, Yoake mae?) de Kōzaburō Yoshimura
- 1955 : Rokunin no ansatsusha (六人の暗殺者?) de Eisuke Takizawa
- 1955 : Le Christ en bronze (青銅の基督, Seidō no Kirisuto?) de Minoru Shibuya : Cristóvão Ferreira
- 1958 : La Vengeance des loyaux serviteurs (忠臣蔵, Chūshingura?) de Kunio Watanabe : Kōzukenosuke Kira
- 1958 : Désirs volés (盗まれた欲情, Nusumareta yokujō?) de Shōhei Imamura
- 1959 : Feux dans la plaine (野火, Nobi?) de Kon Ichikawa
- 1961 : La Fin d'une douce nuit (甘い夜の果て, Amai yoru no hate?) de Yoshishige Yoshida
- 1962 : Mademoiselle Ogin (お吟さま, Ogin-sama?) de Kinuyo Tanaka : Hideyoshi Toyotomi
- 1964 : Kwaïdan (怪談, Kaidan?) de Masaki Kobayashi
- 1964 : Les Fleurs et les Vagues (花と怒濤, Hana to dotō?) de Seijun Suzuki
- 1966 : La Tour d'ivoire (白い巨塔, Shiroi Kyoto?) de Satsuo Yamamoto
- 1968 : Le Soleil de Kurobe (黒部の太陽, Kurobe no taiyo?) de Kei Kumai
- 1970 : La Légende de Zatoïchi : Zatoïchi contre Yojimbo (座頭市と用心棒, Zatōichi to Yōjinbō?) de Kihachi Okamoto
- 1970 : La Guerre et les Hommes I (戦争と人間 第一部 運命の序曲, Senso to nigen?) de Satsuo Yamamoto
- 1971 : La Guerre et les Hommes II (戦争と人間 第二部 愛と悲しみの山河, Senso to ningen II: Ai to kanashimino sanga?) de Satsuo Yamamoto
- 1973 : La Guerre et les Hommes III (戦争と人間 第三部 完結篇, Senso to ningen III: Kanketsuhen?) de Satsuo Yamamoto
- 1974 : Une famille splendide (華麗なる一族, Karei naru ichizoku?) de Satsuo Yamamoto
- 1978 : Le Mois d'août sans empereur (皇帝のいない八月, Kōtei no inai hachigatsu?) de Satsuo Yamamoto
- 1980 : La Tuile de Tenpyo ou Un océan à traverser (天平の甍, Tempyo no iraka?) de Kei Kumai
- 1988 : La Mort de la troupe du Cerisier (さくら隊散る, Sakuratai Chiru?) de Kaneto Shindō
- 1998 : Rokudenashi Blues '98 (ろくでなしBLUES '98?) d'Atsushi Muroga

## Distinctions
- 1966 : Lauréat du prix Asahi
- 1977 : Médaille au ruban pourpre
- 1978 : Lauréat du prix Kinokuniya